# NGC 99
NGC 99 je galaksija u zviježđu Ribe.

## Vanjske poveznice
- SEDS: NGC 0099